# ペットラーノ・スル・ジーツィオ
ペットラーノ・スル・ジーツィオ（イタリア語: Pettorano sul Gizio）は、イタリア共和国アブルッツォ州ラクイラ県にある、人口約1,400人の基礎自治体（コムーネ）。

## 地理

### 位置・広がり

#### 隣接コムーネ
隣接するコムーネは以下の通り。
- カンサーノ
- イントロダックア
- ペスココスタンツォ
- ロッカ・ピーア
- スカンノ
- スルモーナ

## 行政

### 分離集落
ペットラーノ・スル・ジーツィオには、以下の分離集落（フラツィオーネ）がある。
- Conca, Frascate, Vallelarga, Vallepescara

## 文化・観光
「イタリアの最も美しい村」クラブ加盟コムーネである。